# 菲莉斯女学院短期大学
菲莉斯女学院短期大学（日语：／ Ferris Jogakuin Tanki Daigaku *），简称菲莉斯短大（フェリスたんだい），是過去一所位于日本神奈川县横滨市中区的私立短期大学。

## 概要

### 简介
- 学校最早可以追溯到1870年[1]。短期大学为于1950年开办[1]、由学校法人菲莉斯女学院经营、来源于美国传教士的新教思想[1]。招生到于1988年[2]、停办于1990年[2]。

### 历史
- 1950年 菲莉斯女学院短期大学成立并同时设置英文科和家政科[1]。
- 1951年 音乐科成立[1]。
- 1955年 专科音乐专攻成立[3]。
- 1964年 英文科招生最后[2]。
- 1966年 今年3月31日英文科停办[2]。
- 1976年 音乐科分离为器乐专攻和声乐专攻[2]。
- 1987年 家政科招生最后[2]。
- 1988年 短期大学招生最后（音乐科器乐专攻和声乐专攻）[2]。
- 1989年 今年10月12日家政科停办[2]。
- 1990年 今年12月21日停办[2]。

### 宪章
- 请参看菲莉斯女学院短期大学的标志 （中文） 2013年12月23日阅览。

## 学校环境
- 校区：在了神奈川县横滨市中区[注 1]

## 历任校长
- 山永武雄：第一代短期大学校长[4]。
- 佐藤馨：最后现在短期大学校长[5]。

## 组织

### 学科
- 音乐科
  - 器乐专攻
  - 声乐专攻

### 前学科
- 英文科[注 2]
- 家政科[注 3]

### 专科
| - 音乐专攻 |

### 业余课程
| - 没有 |

## 知名校友
- 驹井千佳子：娱乐新闻记者
- 白井贵子：唱作人
- 黛圆：俳句诗人
- 田隅靖子：钢琴家
- 平井道子：女演员、声优
- 松木美音：女歌星、声优

## 相关链接
- 日本短期大学列表
- 菲莉斯女学院大学